# Paradoks słabego, młodego Słońca
Paradoks słabego, młodego Słońca (problem słabego, młodego Słońca) – nierozwiązana rozbieżność związana z obecnością wody w stanie ciekłym we wczesnej fazie ewolucji Ziemi, a faktem iż w tej fazie rozwoju Układu Słonecznego, ówczesna moc Słońca wynosiła 70% jego współczesnej mocy. Według teoretycznych wyliczeń, mniej energii słonecznej docierającej na Ziemię powinno było doprowadzić do powstania całkowicie zamrożonej „Ziemi-śnieżki”, która potrzebowałaby miliardów lat na stopienie lodów i powstanie współczesnych temperatur. Istnieje kilka hipotez mających wyjaśnić ten problem.

## Paradoks
We wczesnej fazie rozwoju Układu Słonecznego, całkowita energia emitowana przez Słońce wynosiła 70% energii emitowanej współcześnie. W tej fazie rozwoju Ziemi i Słońca, ilość energii słonecznej docierającej na Ziemię nie była wystarczająca aby utrzymać na jej powierzchni wodę w stanie płynnym. W 1972 astronomowie Carl Sagan i George Mullen wskazali, że stoi to w sprzeczności ze znanymi obserwacjami geologicznymi i paleontologicznymi.
Słońce w trakcie ewolucji jako gwiazda ciągu głównego jaśnieje w miarę starzenia się. Według przyjętych modeli astrofizycznych, teoretycznie wyliczona, mniejsza jasność Słońca 4 miliardy lat temu połączona ze współczesną zawartością gazów cieplarnianych w atmosferze Ziemi powinna doprowadzić do zamrożenia wody znajdującej się na powierzchni Ziemi. Dane geologiczne wskazują jednak, że już w tym czasie powierzchnia naszej planety była stosunkowo ciepła, z wyjątkiem okresu zlodowacenia pomiędzy 2,4 a 2,1 miliarda lat temu. Pierwsze odnalezione osady wodne powstały przynajmniej 3,8 miliarda lat temu, a pierwsze ślady życia pochodzą z ok. 3,5 miliarda lat temu.

## Hipotezy wyjaśniające
Hipoteza cieplarniana –według tej najbardziej popularnej teorii, atmosfera Ziemi tuż po jej powstaniu zawierała znacznie więcej gazów cieplarnianych niż współczesna atmosfera Ziemi. Stężenie dwutlenku węgla mogło być na tyle duże, że ciśnienie cząstkowe mogło wynosić nawet do 1000 kPa. Możliwe jest także, że w atmosferze było znacznie więcej metanu, do 10−4 (100 części na milion, objętościowo).
Hipoteza wiatru słonecznego –według tej mniej popularnej teorii, Ziemia była ochroniona przed zamarznięciem, przez emitowany przez Słońce silniejszy niż współcześnie wiatr słoneczny. Niektóre z teorii głoszą, że za wychładzanie Ziemi odpowiedzialne jest promieniowanie kosmiczne przed czym miał Ziemię ochronić znacznie intensywniejszy wiatr emitowany przez Słońce.
Hipoteza innej ewolucji Słońca –niektórzy naukowcy uważają, że we wczesnej fazie ewolucji nasze Słońce mogło utracić znaczną część masy przez co ilość energii emitowanej przez Gwiazdę Dzienną była znacznie bardziej wyrównana (podobna do dzisiejszej) także we wcześniejsze fazie jego istnienia.
Hipoteza migracji planetarnej –możliwe jest także, że Ziemia powstała znacznie bliżej Słońca niż znajduje się obecnie. Jeżeli Ziemia powstała około 10 milionów kilometrów bliżej Słońca, to na jej powierzchnię docierałoby wystarczająco dużo energii nawet od młodego i słabszego Słońca. W tym przypadku, Ziemia musiałaby trafić na dzisiejszą orbitę za pomocą mechanizmu znanego jako planet-planet scattering, czyli kolizji pomiędzy dwoma lub więcej planetami.
Hipoteza zmiany planetarnego albedo –ta hipoteza wyjaśnia paradoks, zakładając znacznie mniejszą powierzchnię kontynentalną i „brak biologicznie-indukowanych zarodków kondensacji chmur”.

## Znaczenie
Stabilność klimatu w skali geologicznej wydaje się konieczna dla powstania i utrzymania życia na planecie. Klimat Ziemi pozostawał stosunkowo stabilny przez miliardy lat pomimo dużych (stopniowych, w skali geologicznej) zmian w ilości energii słonecznej docierającej do Ziemi i radykalnych zmian w kompozycji atmosfery ziemskiej. Nie jest współcześnie wyjaśnione jak taka (zaskakująco dokładna, biorąc pod uwagę obserwowalne klimaty Marsa i Wenus) kompensacja klimatu ziemskiego została osiągnięta.